# Фенера Сан Ђулио (Верчели)
Фенера Сан Ђулио је насеље у Италији у округу Верчели, региону Пијемонт.
Према процени из 2011. у насељу је живело 30 становника. Насеље се налази на надморској висини од 416 м.